# Juan Anangonó
Juan Luis Anangonó (Ibarra, 13 de abril de 1989) é um futebolista equatoriano que joga como Atacante. Atualmente joga pelo Comunicaciones..

## Seleção Equatoriana
Anangonó fez parte do plantel que disputou o Campeonato Sul-Americano de Futebol Sub-20 de 2009.
Anangonó fez sua estreia pelo time principal do Equador em um amistoso internacional contra o Chile, quando entrou aos 85 minutos, como substituto de Jefferson Montero. Ele foi coroado novamente em uma partida das eliminatórias da Copa do Mundo de 2014 contra a Argentina. Ele entrou aos 88 minutos no lugar de Joao Rojas. 

### Gols pela Seleção Equatoriana
| #  | Data                | Local                                      | Adversário        | Placar (Gol) | Resultado | Competição |
| -- | ------------------- | ------------------------------------------ | ----------------- | ------------ | --------- | ---------- |
| 1. | 26 de Julho de 2017 | Estadio George Capwell, Guayaquil, Equador | Trinidad e Tobago | 1–0          | 3–1       | Amistoso   |

## Estatísticas
| Clube                  | Temporada | Liga  | Liga | Copa Nacional | Copa Nacional | Copa International | Copa International | Total | Total |
| Clube                  | Temporada | Jogos | Gols | Jogos         | Gols          | Jogos              | Gols               | Jogos | Gols  |
| ---------------------- | --------- | ----- | ---- | ------------- | ------------- | ------------------ | ------------------ | ----- | ----- |
| Barcelona de Guayaquil | 2007      | 1     | 0    | —             | —             | —                  | —                  | 1     | 0     |
| Barcelona de Guayaquil | 2008      | 8     | 0    | —             | —             | —                  | —                  | 8     | 0     |
| Barcelona de Guayaquil | 2009      | 11    | 0    | —             | —             | —                  | —                  | 11    | 0     |
| Barcelona de Guayaquil | 2010      | 28    | 8    | —             | —             | 1                  | 0                  | 29    | 8     |
| Barcelona de Guayaquil | Total     | 48    | 8    | —             | —             | 1                  | 0                  | 49    | 8     |
| El Nacional            | 2011      | 45    | 21   | —             | —             | —                  | —                  | 45    | 21    |
| El Nacional            | 2012      | 27    | 8    | —             | —             | 2                  | 1                  | 29    | 9     |
| El Nacional            | Total     | 72    | 29   | —             | —             | 2                  | 1                  | 74    | 30    |
| Argentinos Juniors     | 2012–13   | 32    | 5    | 0             | 0             | 0                  | 0                  | 32    | 5     |
| Argentinos Juniors     | Total     | 32    | 5    | 0             | 0             | 0                  | 0                  | 32    | 5     |
| Chicago Fire           | 2013      | 13    | 2    | 1             | 0             | —                  | —                  | 14    | 2     |
| Chicago Fire           | 2014      | 15    | 2    | 1             | 2             | —                  | —                  | 16    | 4     |
| Chicago Fire           | Total     | 28    | 4    | 2             | 2             | —                  | —                  | 30    | 6     |
| LDU de Quito           | 2014      | 25    | 11   | —             | —             | —                  | —                  | 25    | 11    |
| LDU de Quito           | Total     | 25    | 11   | —             | —             | —                  | —                  | 25    | 11    |
| Leones Negros          | 2015      | 12    | 1    | 2             | 1             | —                  | —                  | 14    | 2     |
| Leones Negros          | Total     | 5     | 1    | 2             | 1             | —                  | —                  | 7     | 2     |
| LDU de Quito           | 2016      | 15    | 3    | —             | —             | —                  | —                  | 15    | 3     |
| LDU de Quito           | 2017      | 29    | 8    | —             | —             | 4                  | 0                  | 33    | 8     |
| LDU de Quito           | 2018      | 35    | 16   | —             | —             | 5                  | 3                  | 40    | 19    |
| LDU de Quito           | 2019      | 5     | 2    | 0             | 0             | 1                  | 0                  | 6     | 2     |
| LDU de Quito           | Total     | 84    | 29   | 0             | 0             | 10                 | 3                  | 94    | 32    |
| TOTAL                  | TOTAL     | 292   | 87   | 4             | 3             | 13                 | 4                  | 309   | 94    |

## Conquistas
LDU de Quito
- Campeonato Equatoriano de Futebol: 2018